# Horst Bistrich
Horst Bistrich (* 1943) ist ein ehemaliger deutscher Fußballtrainer.

## Sportlicher Werdegang
Bistrich bestritt den Großteil seiner aktiven Karriere als Torhüter beim unterklassigen SV Rhenania Bottrop, wo er an der Seite von Diethelm Ferner und Hans-Jürgen Fritsch auflief.
Im Sommer 1975 übernahm der damals 32-jährige das Traineramt beim 1. FC Mülheim in der 2. Bundesliga als Nachfolger von Richard Winking. Dabei war er Teil eines harten Schnitts im von finanziellen Problemen geplagten Zweitligisten, der neben dem Trainerwechsel unter anderem  mit Heiko Mertes, Ernst Bachmann, Otto Luttrop, Dieter Zedel und Tormann Wilfried Mackscheidt einige Leistungsträger der Vorjahre abgab und zeitgleich für ungefähr insgesamt 120.000 Mark Ablösesumme 15 neue Spieler insbesondere aus dem Amateurbereich verpflichtete, so dass die Personalkosten um die Hälfte reduziert wurden. Bis zum 9. Spieltag der Spielzeit 1975/76 blieb er im Amt, nach bis dato nur einem Saisonsieg – einem 1:0-Erfolg über den 1. SC Göttingen 05 am fünften Spieltag – war ein 1:1-Remis gegen den Konkurrenten im Abstiegskampf DJK Gütersloh für seine Entlassung ausschlaggebend. Winking kehrte zurück, blieb aber ebenso wie der später verpflichtete Josef Gesell erfolglos und der im Herbst 1976 insolvente Klub stieg wieder ab.
Ab 1977 war Bistrich wieder beim SV Rhenania Bottrop, mit der Mannschaft schaffte er direkt den Aufstieg in die  Bezirksliga. 1980 übernahm er das Traineramt beim seinerzeit viertklassig antretenden Ortsrivalen VfB Bottrop, mit dem er ebenfalls am Ende seiner ersten Spielzeit aufstieg. In der Oberliga Niederrhein folgte jedoch der direkte Wiederabstieg. Später kehrte er erneut zum SV Rhenania Bottrop zurück, wo er zeitweise in der sportlichen Leitung und im Vorstand tätig war. Zudem gehörte er bis Sommer 2006 zeitweise als Trainerassistent dem Personal von Westfalia Herne an.